# Xerxès II
Pour les articles homonymes, voir Xerxès.
Xerxès II (en vieux perse : 𐎧𐏁𐎹𐎠𐎼𐏁𐎠 / Xšayāršā) est un grand roi perse achéménide, fils d'Artaxerxès Ier et de la reine Damaspia. Il règne pendant quarante-cinq jours vers 424 av. J.-C. avant d'être assassiné par son demi-frère Sogdianos. La plupart des chronologies ne comptent pas ce roi en raison de la brièveté de son règne.
C'est un personnage historique obscur connu principalement par les écrits de Ctésias de Cnide, le médecin grec d'Artaxerxès II. Il aurait été le seul fils légitime d'Artaxerxès Ier et de la Reine Damaspia. Il est connu pour avoir servi comme prince héritier, mais il n'est apparemment seulement reconnu à ce titre qu'en Perse et en Élam. La dernière inscription citant Artaxerxès Ier vivant peut être datée du 24 décembre 424 av. J.-C..
Xerxès II monte apparemment sur le trône, mais deux de ses frères illégitimes le revendiquent aussi. Le premier est Sogdianos, fils d'une concubine, Alogyne (ou Alogune) et le second est Darius II. Ils étaient tous les deux mariés avec leur demi-sœur Parysatis, fille d'Andia de Babylone.
Une première inscription d'Ochus (Darius II) peut être datée du 10 janvier -423. Il était déjà à cette époque satrape d'Hyrcanie et il est rapidement reconnue par les Mèdes, la Babylonie et l'Égypte. Sogdianos à son tour sera tué quelques mois plus tard, Darius II devenant le seul dirigeant de l'Empire perse.

## Sources
- Pierre Briant, Histoire de l’Empire perse, de Cyrus à Alexandre, 1996 [détail de l’édition].